# Eve Stewart
Pour les articles homonymes, voir Stewart.
Eve Stewart (née en 1961 à Londres) est une directrice artistique et chef décoratrice de cinéma britannique.
Elle a été nommée à deux reprises pour l'Oscar des meilleurs décors, en 2000 pour Topsy-Turvy et en 2011 pour Le Discours d'un roi.

## Biographie
Née à Londres en 1961, elle a grandi à Camden Town. Eve Stewart a étudié le design de théâtre à la Central Saint Martins, et a acquis une maîtrise en architecture au Royal College of Art.

## Filmographie
- 1999 : Topsy-Turvy de Mike Leigh
- 2000 : Un été pour tout vivre de Suri Krishnamma
- 2002 : Nicholas Nickleby de Douglas McGrath
- 2007 : Jane de Julian Jarrold
- 2008 : Wild Child de Nick Moore
- 2009 : The Firm de Nick Love
- 2010 : Le Discours d'un roi de Tom Hooper
- 2014 : Muppets Most Wanted de James Bobin
- 2015 : Victor Frankenstein de Paul McGuigan
- 2021 : Les Éternels (Eternals) de Chloé Zhao
- 2024 : Kraven the Hunter de J. C. Chandor
- 2025 : Nuremberg de James Vanderbilt

## Distinctions
- 2000 : nommée pour l'Oscar des meilleurs décors pour Topsy-Turvy
- 2011 : nommée pour l'Oscar des meilleurs décors pour Le Discours d'un roi
- 2013 : nommée pour Les Misérables
- 2013 : remporte le BAFTA Award pour Les Misérables (avec Anna Lynch-Robinson )